# NGC 5076
NGC 5076 је лентикуларна галаксија у сазвежђу Девица која се налази на NGC листи објеката дубоког неба.
Деклинација објекта је - 12° 44' 26" а ректасцензија 13h 19m 30,4s. Привидна величина (магнитуда) објекта NGC 5076 износи 13,1 а фотографска магнитуда 14,0. NGC 5076 је још познат и под ознакама MCG -2-34-26, PGC 46453.